# 엄마 (2005년 영화)
"엄마"는 2005년에 개봉한 대한민국의 영화이다.

## 캐스팅
- 고두심 : 어머니 역
- 손병호 : 큰아들 역
- 김유석 : 둘째아들 역
- 김예령 : 며느리 역
- 이혜은 : 큰딸 역
- 박원상 : 사위 역
- 반민정 : 연화스님 역
- 박충선 : 허수아비 역
- 채정안 : 은영 역
- 김태훈 : 용태 역
- 남윤길 : 영철 역
- 백보현 : 보현 역
- 김수호 : 건후 역
- 황유정 : 효은 역
- 송진열 : 마을의사 역
- 홍순근 : 마을노인 역
- 하재영 : 아버지 역 (특별출연)